# Pan Spinacz
Pan Spinacz – narzędzie wbudowane w pakiet Microsoft Office, które pomagało użytkownikowi w utworzeniu dokumentu przez wyświetlanie porad i wskazówek. Asystent Office domyślnie widoczny był jako spinacz, lecz w prosty sposób można go było ukrywać i przywoływać, a także zmieniać jego wygląd.
Pan Spinacz po raz pierwszy pojawił się w Office 97. Został domyślnie wyłączony w Microsoft Office 2003. Został usunięty w Microsoft Office 2007.